# Hilo renal

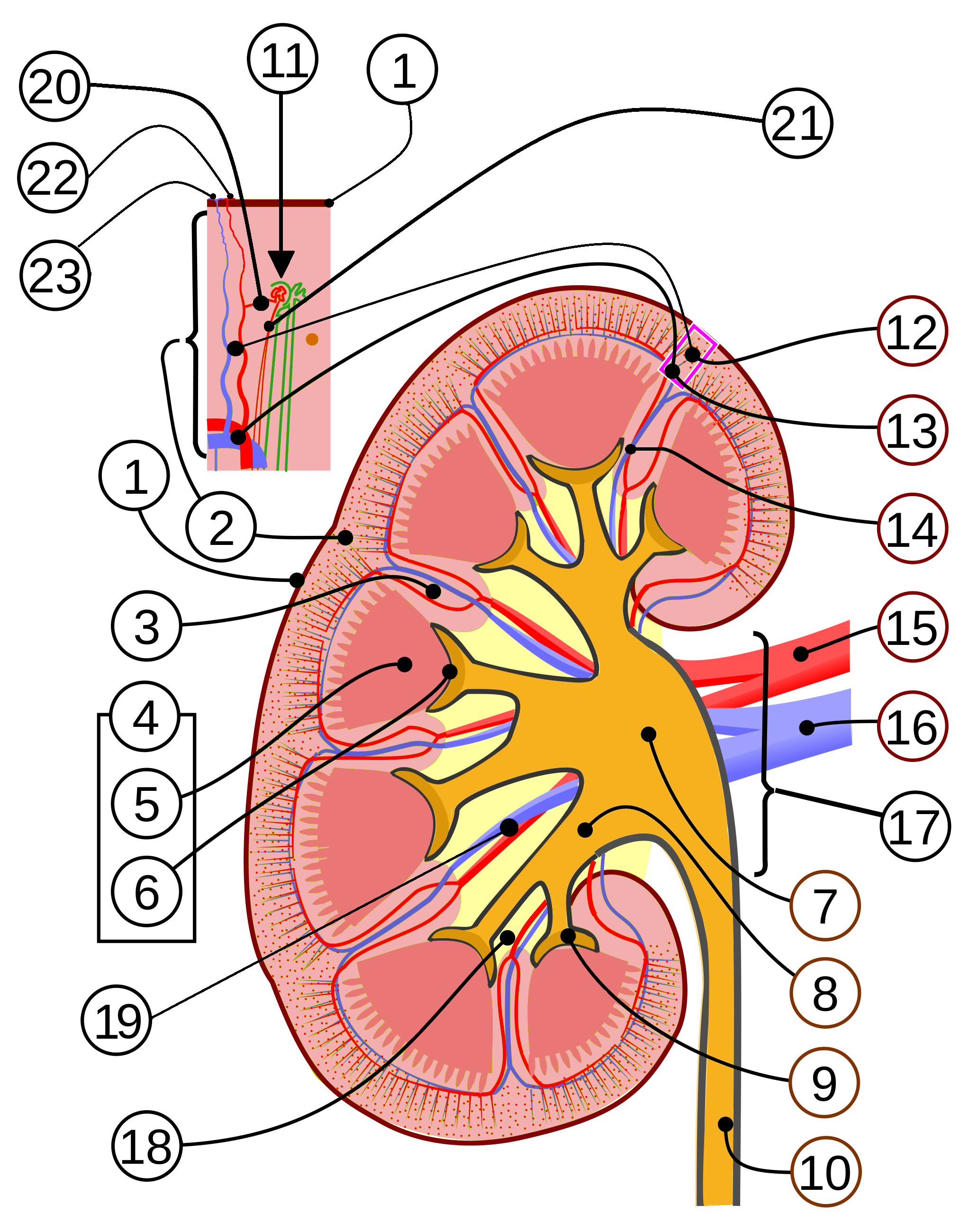
Partes do rim:
1. Cápsula renal
2. Córtex renal
3. Coluna de Bertin
4. Medula renal
5. Pirâmide renal
6. Papila renal
7. Pelve renal
8. Cálice maior
9. Cálice menor
10. Ureter
11. Corpúsculo renal
12. Veia interlobular e Artéria interlobular
13. Veia arqueada e Artéria arqueada
14. Veia interlobar e Artéria interlobar
15. Artéria renal
16. Veia renal
17. Hilo renal
18. Seio renal
19. Veia segmentar e Artéria segmentar
20. Arteríola aferente
21. Arteríola eferente
22. Artéria radial perfurante
23. Veia estrelada

O hilo renal é uma fenda localizada no bordo interno de cada rim por onde entram as artérias e os nervos renais e por onde saem a veia renal e os ureteres. 
O hilo abre-se numa cavidade denominada seio renal que contém gordura e tecido conjuntivo.